# Tormásliget
Tormásliget is een plaats (község) en gemeente in het Hongaarse comitaat Vas. Tormásliget telt 357 inwoners (2001).